# Jarrai
Jarrai fou una organització juvenil il·legalitzada establerta al País Basc, fundada en 1979 i vinculada al Moviment d'Alliberament Nacional Basc, que el Tribunal Suprem va declarar com a organització terrorista vinculada a ETA el 19 de gener de 2007, corregint la sentència de l'Audiència Nacional de juny de 2005 que havia considerat a l'organització i els seus membres com «associació il·lícita».
La qualificació de "terrorista" a aquesta organització ve a donar continuïtat al camí emprès fa anys d'il·legalització de totes les organitzacions que conformen la denominada esquerra abertzale, en ser declarades per part de la justícia com a part de l'"entorn d'ETA". D'aquesta manera, la sentència del Tribunal Suprem constitueix un precedent històric a l'entendre que no cal tenir armes per a consumar un delicte de "pertinença a banda armada", àdhuc no havent-se demostrat una relació entre ETA i Jarrai, igual que tampoc s'ha demostrat que Jarrai controli l'anomenada Kale borroka (lluita al carrer).
El 4 de febrer de 2007 van ser detinguts per l'Ertzaintza 18 dels 19 membres de Jarrai, Haika i Segi que estaven fugits de la justícia des de la declaració del Tribunal Suprem.